# 椎葉神楽
椎葉神楽（しいばかぐら）は、宮崎県東臼杵郡椎葉村を中心に伝わる神楽の様式。山の神楽として知られ、村内各地区（26地区、1982年時点）に伝承されている。地元では現在では11月から12月にかけて「冬祭り」などと呼ばれ行われるが、後継者不足などの要因により中止する集落が存在する。

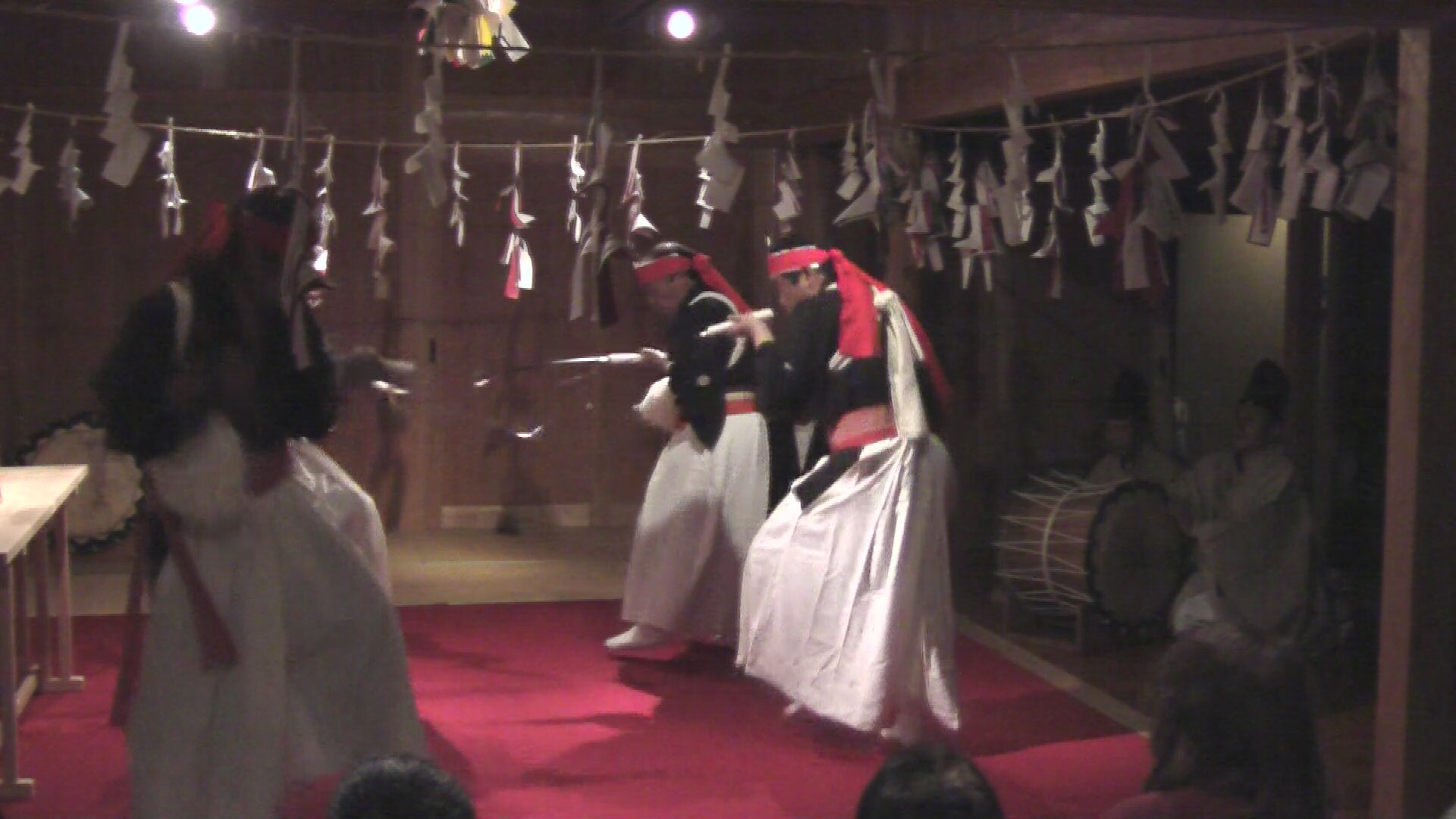
不土野神楽

## 概要
椎葉の伝統文化は柳田國男が1909年に『後狩詞記』を記して以来多くの研究者により紹介されてきたが、神楽のみは第二次世界大戦後に本田安治が大河内神楽を紹介するまで外部へ知られることがなかった。1980年12月12日には国の選択無形民俗文化財となり、1981年度からの4年に渡って椎葉神楽記録作成委員会（椎葉神楽調査団）による調査・報告が行われた結果、1991年2月21日に国の重要無形民俗文化財に指定された。

## 特徴
椎葉神楽の特徴の一つとして「板起こし」という「狩猟」に関する演目がある。「板起こし」とは「冬まつり」の序の部分における重要な儀礼として行われる。具体的には、山の恵みである猪肉を捧げ、小片に切り分けて竹串に刺すもので、豊猟と安全を願う「狩猟神事」である。
一方で椎葉神楽には、多くの修験の作法が見られるように殺生を戒める仏教色も合わせ持つ神仏混淆の姿も残っている。

## 伝承地区
宮崎県東臼杵郡椎葉村は、大字下福良（しもふくら）、大字不土野（ふどの）、大字大河内（おおかわうち）、大字松尾（まつお）の4地区からなり、各地区の椎葉神楽伝承集落地区は以下のとおり。
- 大字下福良地区

十根川（とねがわ）、仲塔（なかとう）、奥村（おくむら）、財木（たからぎ）、木浦（きうら）、胡魔山（ごまやま）、上椎葉（かみしいば）、夜狩内（よかりうち）、村椎（むらじい）、若宮（わかみや）。
- 大字不土野地区

尾前（おまえ）、向山日当（むかいやまひあて）、向山日添（むかいやまひぞえ）、尾手納（おてのう）、古枝尾（ふるえだお）、不土野（ふどの）。
- 大字大河内地区

栂尾（つがお）、大藪（おおやぶ）、大河内（おおかわうち）、合戦原（かせばる）、矢立（やたて）、竹の枝尾（たけのえだお）、小崎（こざき）。
- 大字松尾地区

栗の尾（くりのお）、畑（こば）、水越（みずこし）。

### 伝承地区での演目
椎葉神楽として伝承されている神楽は各集落すべて同じ演目、番数ではなく、集落ごとに異なる。集落での神楽の特徴としては以下のとおりであるが、近年は舞手の減少などにより演じられない演目や、他集落から舞手を招聘するなどもある。 
- 演目「綱切」別名「八岐大蛇退治」を演じている集落は、竹の枝尾、栂尾、大河内、合戦原。
- 演目「宿借り」竹の尾、